# Juan Grau Villalta
Juan Grau Villalta (Valls, 1884 - Alacant, 1955) fou un empresari i polític alacantí. Militant del Partit Conservador amb el que fou regidor de l'ajuntament d'Alacant. El 1918 es va unir a l'escissió del partit dirigida per Antoni Maura i Montaner, i va participar en l'intent de crear un Partit Regionalista Alacantí. Fou secretari, vicepresident i president de la Cambra de Comerç d'Alacant de 1920 a 1924. En produir-se la dictadura de Primo de Rivera fou nomenat president de la Diputació d'Alacant en gener de 1924, però va dimitir per motius personals en novembre del mateix any. Fou novament president de la Cambra de Comerç de 1931 a 1933.